# A Nu Day
A Nu Day es el segundo álbum de estudio grabado por la cantante de r&b canadiense Tamia. Lanzado el 10 de octubre de 2000 a través del sello discográfico Elektra Records, luego de su transición de Qwest Records. El álbum es una colección de canciones menos impulsada por las baladas y un enfoque más progresivo que su trabajo debut, Tamia trabajó con un número menor de compositores y productores en el álbum, incluidos Dallas Austin, Shep Crawford, Missy Elliott, Bink!, Errol "Poppi" McCalla y Jazz Nixon, algunos de los cuales se convertirían en colaboradores frecuentes en álbumes posteriores. Al igual que con Tamia, una versión del sencillo de 1983 de DeBarge "Love Me in a Special Way", también se grabó para el álbum.
Tras su lanzamiento, A Nu Day recibió una respuesta mixta de los críticos, que elogiaron la transición de Tamia del sonido Adult Contemporary en su álbum debut a un soul urbano contemporáneo más elegante, pero encontraron el material inconsistente. El álbum debutó y alcanzó el puesto número cuarenta y seis en la lista Billboard 200 y se convirtió en su primera entrada en los mejores álbumes de Top R&B/Hip-Hop Albums, alcanzando el número ocho. Un vendedor constante, finalmente fue certificado oro por la RIAA, y sigue siendo su álbum más vendido en los Estados Unidos. Del mismo modo, A Nu Day produjo tres de los sencillos comercialmente más exitosos de Tamia, incluido su primer sencillo de éxito entre los diez primeros del Billboard Hot 100 de EE. UU. "Stranger in My House".A Nu Day fue nominado en la categoría de Grabación de R&B/Soul del año en los Premios Juno de 2001.

## Lista de Canciones
| CD  |                                     |          |  |
| N.º | Título                              | Duración |  |
| 1.  | «Interlude»                         | 1:05     |  |
| 2.  | «Dear John»                         | 4:34     |  |
| 3.  | «Can't Go for That»                 | 3:46     |  |
| 4.  | «Go»                                | 4:19     |  |
| 5.  | «Love Me in a Special Way»          | 4:50     |  |
| 6.  | «Long Distance Love»                | 4:44     |  |
| 7.  | «Stranger in My House»              | 4:46     |  |
| 8.  | «Wanna Be»                          | 3:18     |  |
| 9.  | «Un'h... to You»                    | 4:12     |  |
| 10. | «Can't No Man»                      | 4:00     |  |
| 11. | «Tell Me Who»                       | 4:49     |  |
| 12. | «If I Were You»                     | 5:17     |  |
| 13. | «Can't Go for That Remix (con 213)» | 3:46     |  |